# شلرتن
شلرتن (به آلمانی: Schellerten) یک شهر در آلمان است که در هیلدسهایم واقع شده‌است. شلرتن ۸٬۶۵۹ نفر جمعیت دارد.